# Pradosia caracasana
Pradosia caracasana – gatunek rośliny należący do rodziny sączyńcowatych. Występuje na terenie Wenezueli.